# Nan Goldin
Nan Goldin   (Washington DC, 12 de setembre de 1953) és una artista estatunidenca, renovadora de la fotografia documental i narradora de l'escena contracultural de Nova York dels anys 1970 i 80.

## Primers anys i formació
Goldin va néixer el 1953 en una família d'origen jueu a Washington DC, però va créixer entre diverses famílies adoptives de diferents ciutats de Nova Anglaterra després que la seva germana se suïcidés. Poc després, Goldin va entrar en una escola experimental de l'àrea de Boston, la Satya Community School. Amb 15 anys, va tenir el seu primer contacte amb la fotografia a l'escola; dos anys més tard, quan comencen els anys 70, Goldin ja va aparèixer com una aspirant a fotògrafa professional inspirada, segons ella mateixa, "en les imatges de les revistes de moda moderna".
Per aquesta època, Goldin comença a freqüentar la comunitat de Provincetown, una destinació de vacances de Massachusetts molt popular entre els homosexuals de la costa est estatunidenca. Allí, l'artista coneix als que serien habitants i protagonistes de les seves fotografies durant els següents vint anys: Bruce, Sharon, Cookie, Waters.
Poc després, Goldin va entrar a estudiar a l'Escola del Museu de Belles Arts de Boston, on es va graduar el 1978. En la seva promoció també estudien altres artistes reconeguts com Philip-Lorca diCorcia i David Armstrong, que havia conegut a Satya i que es convertiria en un dels grans còmplices de Goldin, participant en el grup dels cinc de Boston. En aquesta època, a més, la fotògrafa comença a treballar amb pel·lícules de color i a emprar llums de flaix.

## Fotografia i activisme
Amb aquest equipatge, Goldin abandona Boston i s'estableix al barri de Bowery, a Manhattan, on topa amb l'esclat del punk i l'aparició paral·lela de desenes d'impulsos contraculturals. A Nova York, la fotògrafa troba el gran tema de la seva obra: la narració de la vida sentimental i sexual d'aquest ambient. Goldin, de fet, es qualifica com a «fotògrafa documentalista».
Per emprendre aquesta narració, Goldin treballa amb sèries de fotografies que expliquen des de dins la vida dels seus amics: iniciació, plenitud i dependència sexual, depressió, pobresa, amor, solitud, violència, malaltia... Per emfatitzar l'efecte narratiu, Goldin presenta aquestes imatges en pel·lícules que mostren les fotografies successivament. La més famosa d'elles es diu The Ballad of Sexual Dependency (títol pres d'una cançó de Bertolt Brecht), i ja mostra l'efecte devastador de la sida sobre aquesta generació el 1986. Una de les seves sèries posteriors, Ballad at the Morgue, insisteix en el mateix tema.
Tant és així que, poc després de presentar The Ballad of Sexual Dependency a Europa, Goldin ingressa en una clínica de desintoxicació, on segueix treballant. Allí, l'autoretrat es converteix en un dels temes recurrents de la seva obra. Més tard, la fotògrafa rodaria un documental autobiogràfic, I'll be your mirror, que pren el títol d'una cançó de The Velvet Underground.
Poc després de sortir de la clínica, el 1991, Goldin abandona els Estats Units i marxa a Berlín per cuidar el seu amic Alf Bold, malalt de sida. Des de llavors, la fotògrafa viu entre la capital alemanya, París i Yale, on és professora.
L'any 1992 exhibeix a la Galeria Matteu Marks, on el seu treball és objecte de dos grans retrospectives itinerants: una organitzada el 1996 pel Museu Whitney d'Art Americà i una altra, el 2001, pel Centre Georges Pompidou de París i la Galeria d'Art Whitechapel de Londres.
Les exposicions inclouen la diapositiva i presentació del vídeo Sisters, Saints & Sibilas a La Chapelle de la Salpêtrière de París, les contribucions a Les Rencontres d'Arles el 2009. L'any 2006 va ser admesa a la Legió d'Honor Francesa. Posteriorment exposa Scopophilia, la qual forma part del programa especial el 2011 de Patrice Chéreau al Louvre. La colònia MacDowell li atorga la Medalla Edward MacDowell per la seva visió permanent i la creativitat. El mateix any munta una exposició de la seva obra en el Museu d'Art Modern de Rio de Janeiro.
Nan Goldin, des de principis dels anys 80, va estar fotografiant nens. Va exposar a Atenes un passi de diapositives el 2010 i després la seva versió continuada el 2011 amb imatges que estan editades i sincronitzades amb una banda sonora. Algunes fotografies són recents i unes altres del seu arxiu. El seu últim llibre publicat va ser The Beautiful Smile el 2007 i va afirmar: “Els últims set anys,no he pogut publicar un llibre per un contracte i se m'ha considerat una artista morta”.
L'any 2007 va rebre el premi Hasselblad per la seva obra.

## Més activisme
Víctima ella mateixa de l'heroïna, i també del medicament opioide OxyContin, que va causar 600.000 morts als EUA, va establir una lluita legal contra la família Sackler i la seva farmacèutica, a qui en considerava responsable. Aquesta lluita titànica ha quedat plasmada en el documental All the Beauty and the Bloodshed, de Laura Poitras, que protagonitza Goldin i que el 2022 va guanyar el Lleó d'Or al 79è Festival Internacional de Cinema de Venècia.